# Multivektor
In der Mathematik ist ein Multivektor eine formale Summe von Ausdrücken der Form {\displaystyle v_{1}\wedge v_{2}\wedge \ldots \wedge v_{n}} mit Vektoren {\displaystyle v_{1},v_{2},\ldots ,v_{n}} und {\displaystyle n\in \mathbb {N} }. In Physik und Elektrotechnik ist das Rechnen mit Multivektoren oft nützlich. 
Mathematisch handelt es sich bei Multivektoren um Elemente der äußeren Algebra {\displaystyle \Lambda ^{*}V} eines Vektorraumes {\displaystyle V}. Diese Algebra ist graduiert und ein {\displaystyle k}-Vektor ist ein Element von {\displaystyle \Lambda ^{k}V}, also eine Summe von Produkten aus {\displaystyle k} Vektoren {\displaystyle v_{1}\wedge v_{2}\wedge \ldots \wedge v_{k}}. 
Man spricht von Skalaren, Vektoren, Bivektoren und Trivektoren, wenn es sich um {\displaystyle k}-Vektoren mit {\displaystyle k=0,1,2} und {\displaystyle 3} handelt.

## Äußeres Produkt
Das für die Konstruktion von Multivektoren verwendete äußere Produkt ist multilinear (linear in jedem Argument), assoziativ und alternierend. Das heißt, dass für Vektoren {\displaystyle u,v,w} in einem Vektorraum {\displaystyle V} und für Skalare {\displaystyle \alpha ,\beta } gilt
- {\displaystyle \mathbf {u} \wedge (\alpha \mathbf {v} +\beta \mathbf {w} )=\alpha \mathbf {u} \wedge \mathbf {v} +\beta \mathbf {u} \wedge \mathbf {w} ;}
- {\displaystyle (\mathbf {u} \wedge \mathbf {v} )\wedge \mathbf {w} =\mathbf {u} \wedge (\mathbf {v} \wedge \mathbf {w} );}
- {\displaystyle \mathbf {u} \wedge \mathbf {u} =0.}

Wenn {\displaystyle e_{1},\ldots ,e_{d}} eine Basis von {\displaystyle V} bilden, dann bilden die {\displaystyle \left({\begin{array}{c}d\\k\end{array}}\right)} äußeren Produkte von je {\displaystyle k} Basisvektoren eine Basis von {\displaystyle \Lambda ^{k}V}. 

## Beispiele

### Multivektoren im R2
Sei {\displaystyle e_{1},e_{2}} eine Basis von {\displaystyle \mathbb {R} ^{2}}, dann kann man Vektoren im {\displaystyle \mathbb {R} ^{2}} zerlegen als 
{\displaystyle \mathbf {u} =u_{1}\mathbf {e} _{1}+u_{2}\mathbf {e} _{2},\quad \mathbf {v} =v_{1}\mathbf {e} _{1}+v_{2}\mathbf {e} _{2},}
und der Bivektor {\displaystyle u\wedge v} berechnet sich als
{\displaystyle \mathbf {u} \wedge \mathbf {v} \ =\ {\begin{vmatrix}u_{1}&v_{1}\\u_{2}&v_{2}\end{vmatrix}}\ (\mathbf {e} _{1}\wedge \mathbf {e} _{2}).}
Der Koeffizient ist die Determinante der Matrix, also der Flächeninhalt des von den Vektoren {\displaystyle u} und {\displaystyle v} aufgespannten Parallelogramms. 
Der Bivektor {\displaystyle e_{1}\wedge e_{2}} ist eine Basis von {\displaystyle \Lambda ^{2}\mathbb {R} ^{2}}.

### Multivektoren im R3
Sei {\displaystyle \mathbf {e} _{1},\mathbf {e} _{2},\mathbf {e} _{3}} eine Basis von {\displaystyle \mathbb {R} ^{3}}, dann kann man Vektoren im {\displaystyle \mathbb {R} ^{3}} zerlegen als 
{\displaystyle \mathbf {u} =u_{1}\mathbf {e} _{1}+u_{2}\mathbf {e} _{2}+u_{3}\mathbf {e} _{3},\quad \mathbf {v} =v_{1}\mathbf {e} _{1}+v_{2}\mathbf {e} _{2}+v_{3}\mathbf {e} _{3},\quad \mathbf {w} =w_{1}\mathbf {e} _{1}+w_{2}\mathbf {e} _{2}+w_{3}\mathbf {e} _{3},}
und der Bivektor {\displaystyle \mathbf {u} \wedge \mathbf {v} } berechnet sich als
{\displaystyle \mathbf {u} \wedge \mathbf {v} \ =\ {\begin{vmatrix}u_{2}&v_{2}\\u_{3}&v_{3}\end{vmatrix}}\ (\mathbf {e} _{2}\wedge \mathbf {e} _{3})+{\begin{vmatrix}v_{1}&u_{1}\\v_{3}&u_{3}\end{vmatrix}}\ (\mathbf {e} _{3}\wedge \mathbf {e} _{1})+{\begin{vmatrix}u_{1}&v_{1}\\u_{2}&v_{2}\end{vmatrix}}\ (\mathbf {e} _{1}\wedge \mathbf {e} _{2}).}
Mithilfe des Vektorraumisomorphismus {\displaystyle \varphi :\mathbb {R} ^{3}\rightarrow \Lambda ^{2}(\mathbb {R} ^{3})} definiert durch
{\displaystyle {\begin{aligned}\mathbf {e} _{1}\mapsto \mathbf {e} _{2}\wedge \mathbf {e} _{3}\\\mathbf {e} _{2}\mapsto \mathbf {e} _{3}\wedge \mathbf {e} _{1}\\\mathbf {e} _{3}\mapsto \mathbf {e} _{1}\wedge \mathbf {e} _{2}\\\end{aligned}}}
sieht man, dass die Komponenten des Bivektors {\displaystyle \mathbf {u} \wedge \mathbf {v} } übereinstimmen mit denen des Kreuzprodukts {\displaystyle \mathbf {u} \times \mathbf {v} }, d. h. es gilt {\displaystyle \varphi (\mathbf {u} \times \mathbf {v} )=\mathbf {u} \wedge \mathbf {v} }.
Der Trivektor {\displaystyle \mathbf {e} _{1}\wedge \mathbf {e} _{2}\wedge \mathbf {e} _{3}} ist eine Basis von {\displaystyle \Lambda ^{3}\mathbb {R} ^{3}}. Man berechnet
{\displaystyle \mathbf {u} \wedge \mathbf {v} \wedge \mathbf {w} \ =\ {\begin{vmatrix}u_{1}&v_{1}&w_{1}\\u_{2}&v_{2}&w_{2}\\u_{3}&v_{3}&w_{3}\end{vmatrix}}\ (\mathbf {e} _{1}\wedge \mathbf {e} _{2}\wedge \mathbf {e} _{3}).}
Der Koeffizient ist die Determinante der Matrix, also das Volumen des von den Vektoren {\displaystyle u,v} und {\displaystyle w} aufgespannten Parallelepipeds.

## Multivektoren und Multivektorfelder auf Mannigfaltigkeiten
In der Differentialgeometrie bezeichnet man als {\displaystyle k}-Vektor ein Element aus {\displaystyle \Lambda ^{k}T_{x}M}, wobei {\displaystyle T_{x}M} der Tangentialraum einer Mannigfaltigkeit {\displaystyle M} in einem Punkt {\displaystyle x\in M} ist. 
Ein Multivektorfeld ist ein Schnitt des {\displaystyle \Lambda ^{k}TM} des Tangentialbündels {\displaystyle TM}.